# Nylsa Martínez
Nylsa Martínez (Mexicali, 1979) es una escritora mexicana autora de libros de cuento y ensayo. Obtuvo el Premio Estatal de Literatura de Baja California en 2008 por su libro de cuentos Tu casa es mi casa.

## Obra

### Cuento
- Roads (Paraíso Perdido, 2007)
- Tu casa es mi casa (CONACULTA/ ICBC, 2009)
- Un patio más amplio  (Paraíso Perdido, 2014)
- Afecciones desordenadas (Artificios, 2016)
- Green incanto (Bagatela Press, 2017)
- Por si un día todo falla (Colección Contemporáneas, BUAP, 2022)

### Ensayo
- La California de Baegert. Una aproximación sobre Noticias de la península Americana de California de Juan Jacobo Baegert (Archivo Histórico Pablo L.Martínez, 2018)

### Obras colectivas
- Expedientes abiertos. Cuentos policiacos de la frontera México-Estados Unidos (University of Colorado Colorado Springs, Universidad Autónoma de Baja California, 2014)
- Río entre las piedras. Guadalajara como espacio narrativo (Editorial Paraíso Perdido, 2015)
- Nada podría salir mal (Editorial Artificios, 2017)
- Testigos de ausencias. Cuentos y relatos de escritores de la diáspora mexicana (University of Colorado Colorado Springs, Universidad Autónoma de Baja California and San Diego State Univesity Press, 2017)
- Desierto en escarlata. Cuentos criminales de Ciudad Juárez (Nitro Press, 2018)
- Baja Noir. Confesiones escritas (Artificios, 2018)
- Acapulco Noir. Tercera Antología de Narrativa Policiaca Criminal (Nitro Press, 2018)
- A golpe de linterna: Más de 100 años de cuento mexicano. Tomo III: Exploradoras (Atrasatlante, 2020)

## Reconocimientos
- Premio Estatal de Literatura de Baja California 2008.